# Wittumspalais (Weimar)

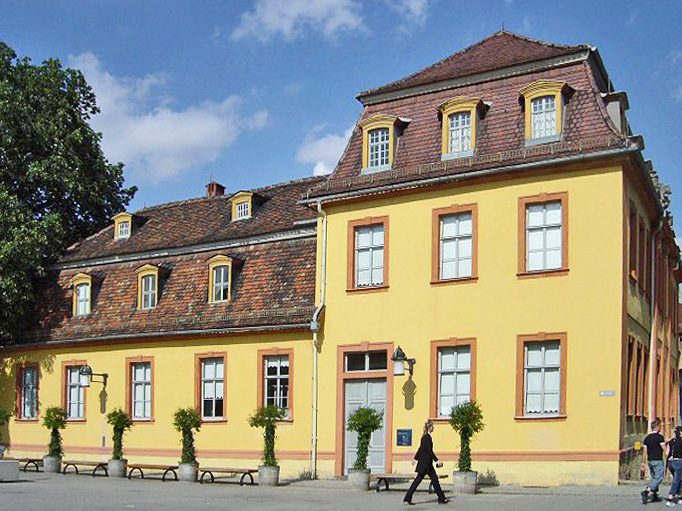
Das Wittumspalais in Weimar

Das Wittumspalais ist ein von der Klassik Stiftung Weimar betriebenes Museum in Weimar. Das Gebäude war langjähriger Witwensitz von Herzogin Anna Amalia und bildete zu ihren Lebzeiten ein Zentrum des gesellschaftlichen und literarischen Lebens in Weimar. Es liegt zwischen Theaterplatz, Schillerstraße, dem Zeughof und der Geleitstraße. Die von dort am Franziskanerkloster vorbeiführende Zugangsstraße (eigentlich ein Platz) mitten in der Altstadt heißt Am Palais.

## Geschichte und Beschreibung
Das Gebäude wurde zwischen 1767 und 1769 von Jakob Friedrich von Fritsch, Geheimrat und Minister in Weimar, auf dem Gelände eines ehemaligen Franziskanerklosters als Stadtpalais errichtet. Der Entwurf stammt von dem sächsischen Landbaumeisters Johann Gottfried Schlegel. Das Baugrundstück lag repräsentativ an der sogenannten Esplanade, der heutigen Schillerstraße. Nach dem Weimarer Schlossbrand bewohnte die Herzogin Anna Amalia das Palais ab Mai 1774 und erwarb es 1775 für eine Kaufsumme von 20.100 Reichstalern. Anna Amalia bewohnte das Wittumspalais bis zu ihrem Tode 1807. Hier fanden auch die berühmten Tafelrunden des Weimarer Musenhofes statt, neben jenen, welche sich im ländlichen Sommersitz Ettersburg (Schloss und Park Ettersburg) oder Schloss Tiefurt versammelten.
Ab 1775 wurden die Innenräume gestaltet. Die Deckengemälde stammen von Adam Friedrich Oeser. Nach 1807 wurde das Palais vom Herzoglichen Hofmarschallamt verwaltet. Von 1808 bis 1848 tagte die Weimarer Freimaurerloge Anna Amalia zu den drei Rosen in dem Gebäude. Von 1833 bis 1848 fanden im Festsaal Sitzungen des Landtages statt. 1848 wurde die Bibliothek des Lesemuseums in das Wittumspalais verlegt. Ab 1858 benutzte der Maler Leopold Graf von Kalckreuth den Festsaal als Atelier. Der Maler Friedrich Preller nutzte diesen Saal zwischen 1864 und 1868 für seinen Odysseus-Zyklus.
1870/71 gab der Großherzog Carl Alexander umfangreiche Restaurierungsarbeiten in Auftrag. 1919 übernahm das Goethe-Nationalmuseum das Wittumspalais.
Die Luftangriffe auf Weimar im Zweiten Weltkrieg trafen auch das Wittumspalais: mit schweren Dachschäden und zerstörten Türen und Fenstern. 1949 konnte es wieder als Museum eröffnet werden. Die Wohnräume bieten ein anschauliches Bild adeliger Wohnkultur.
Das Wittumspalais ist Teil des Ensembles Klassisches Weimar, das 1998 zum UNESCO-Welterbe erklärt wurde. Die platzartige Anlage mit charakteristischem Straßenpflaster zwischen dem Palais und der Geleitstraße heißt Am Palais. Sie wird durch das Palais selbst, das Franziskanerkloster sowie die Häuser 1 und 2 begrenzt. 

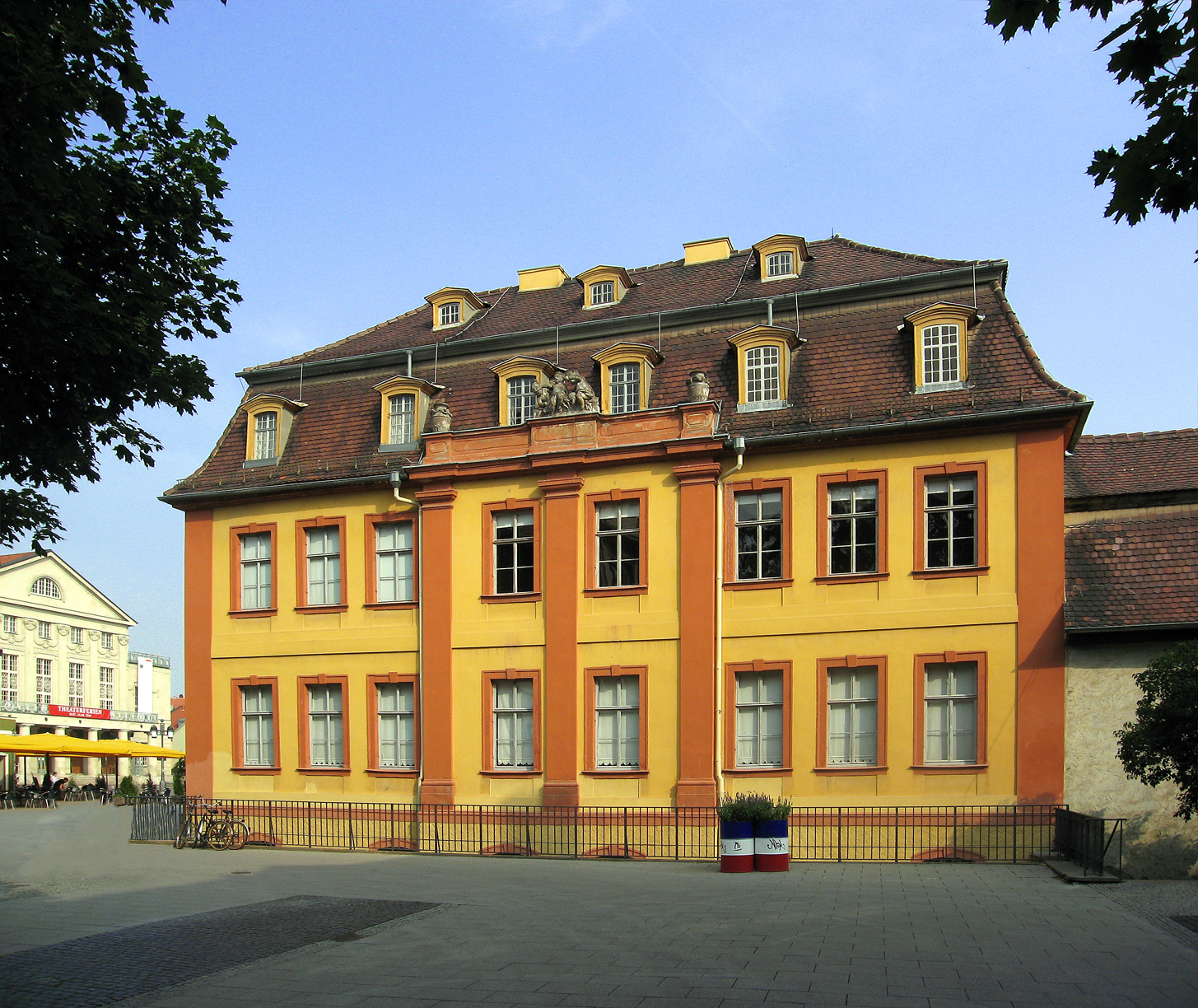
Blick von der Schillerstr.
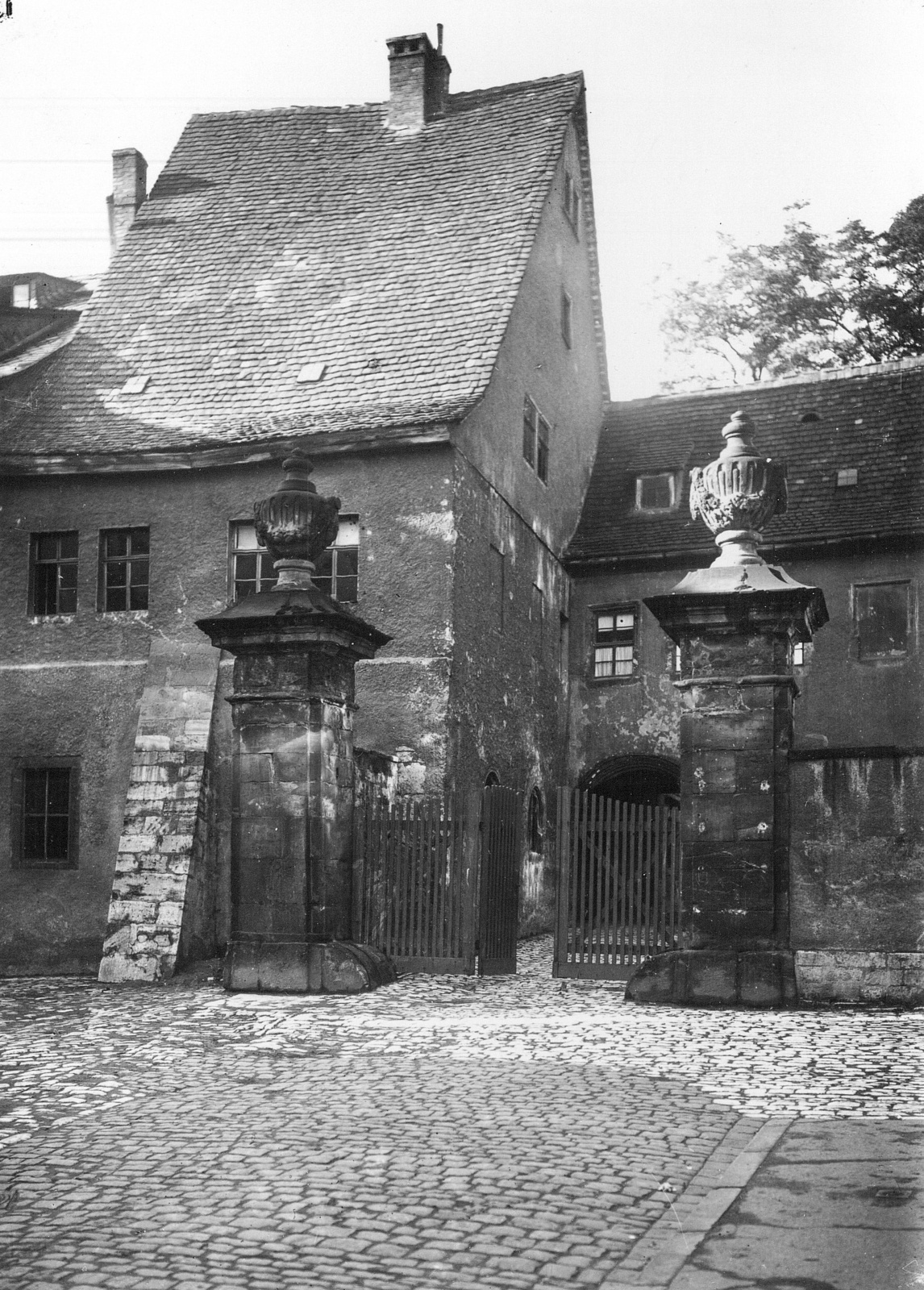
Rückwärtige Ansicht um 1920
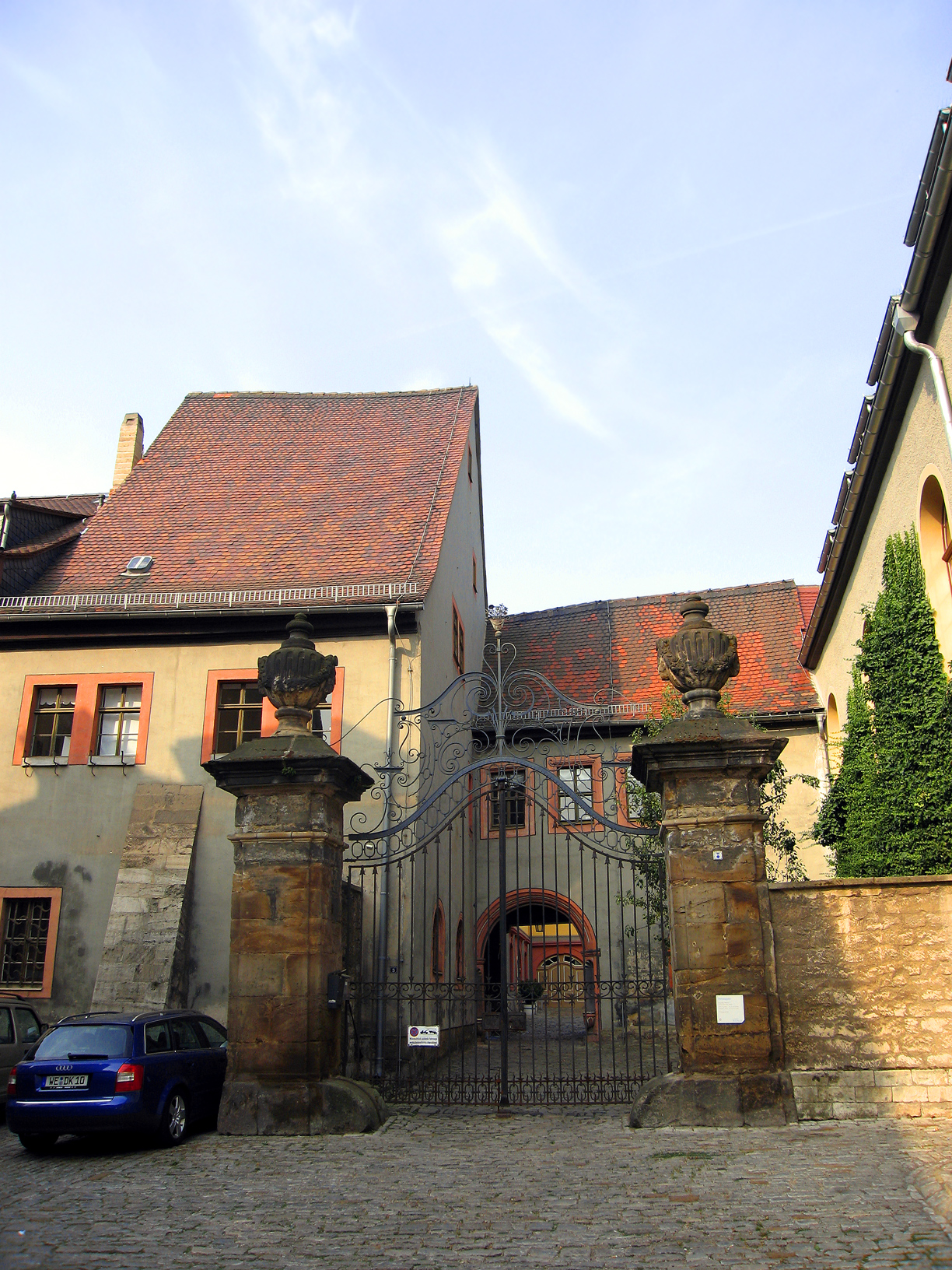
Rückwärtige Ansicht 2006